# Área metropolitana de Toronto

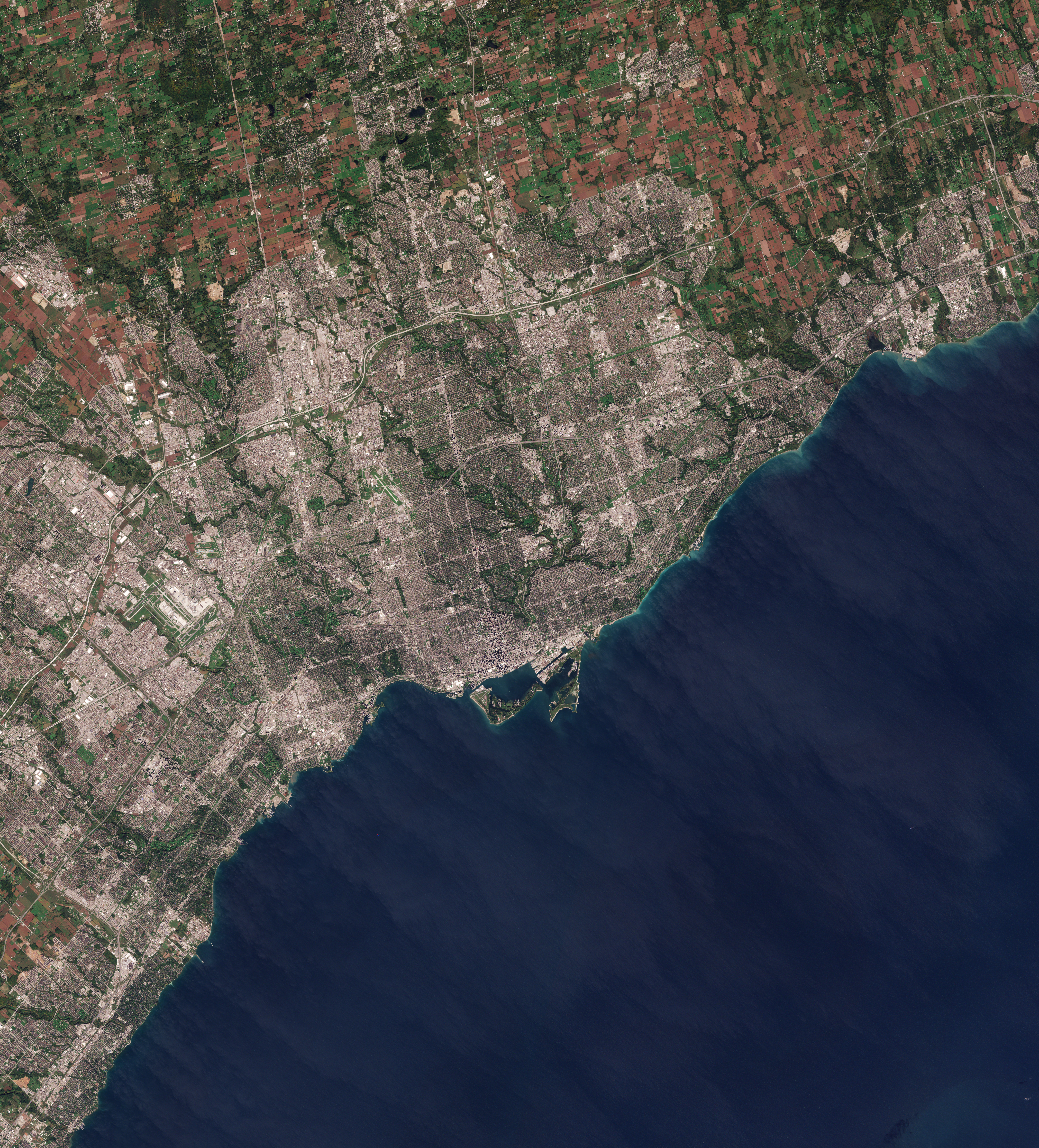
Imagen satelital del Área Metropolitana de Toronto en 2018.

El Área Metropolitana de Toronto o Área del Gran Toronto (en inglés Greater Toronto Area, abreviado como GTA) es el área metropolitana más grande de Canadá, ubicado en la provincia de Ontario. Esta región no coincide con la del área metropolitana censal de Toronto (CMA), determinada por Statistics Canada.

## Demografía

Mapa de las municipalidades del Área Metropolitana de Toronto.

| Greater Toronto Area (GTA)                                                                                   | Greater Toronto Area (GTA) | Greater Toronto Area (GTA) | Greater Toronto Area (GTA) | Greater Toronto Area (GTA) | Greater Toronto Area (GTA) | Greater Toronto Area (GTA) | Greater Toronto Area (GTA) | Greater Toronto Area (GTA) | Greater Toronto Area (GTA) | Greater Toronto Area (GTA) | Greater Toronto Area (GTA) | Greater Toronto Area (GTA) | Greater Toronto Area (GTA) | Greater Toronto Area (GTA) | Greater Toronto Area (GTA) | Greater Toronto Area (GTA) | Greater Toronto Area (GTA) | Greater Toronto Area (GTA) | Greater Toronto Area (GTA) |
| Municipalidad Regional Municipalidad                                                                         | Población Censo 2016       | Superficie (km²)           |                            |                            |                            |                            |                            |                            |                            |                            |                            |                            |                            |                            |                            |                            |                            |                            |                            |
| --- | -------------------------- | -------------------------- | -------------------------- | -------------------------- | -------------------------- | -------------------------- | -------------------------- | -------------------------- | -------------------------- | -------------------------- | -------------------------- | -------------------------- | -------------------------- | -------------------------- | -------------------------- | -------------------------- | -------------------------- | -------------------------- | -------------------------- |
| Ciudad de Toronto                                                                                            | 2.731.571                  | 630,18                     |                            |                            |                            |                            |                            |                            |                            |                            |                            |                            |                            |                            |                            |                            |                            |                            |                            |
| Durham | 645.862                    | 2.520,56                   |                            |                            |                            |                            |                            |                            |                            |                            |                            |                            |                            |                            |                            |                            |                            |                            |                            |
| Ajax, Brock, Clarington, Oshawa, Pickering, Scugog, Uxbridge, Whitby                                         |                            |                            |                            |                            |                            |                            |                            |                            |                            |                            |                            |                            |                            |                            |                            |                            |                            |                            |                            |
| Halton | 548.435                    | 967,17                     |                            |                            |                            |                            |                            |                            |                            |                            |                            |                            |                            |                            |                            |                            |                            |                            |                            |
| Burlington, Halton Hills, Milton, Oakville                                                                   |                            |                            |                            |                            |                            |                            |                            |                            |                            |                            |                            |                            |                            |                            |                            |                            |                            |                            |                            |
| Peel | 1.381.739                  | 1.242,41                   |                            |                            |                            |                            |                            |                            |                            |                            |                            |                            |                            |                            |                            |                            |                            |                            |                            |
| Brampton, Caledon, Mississauga                                                                               |                            |                            |                            |                            |                            |                            |                            |                            |                            |                            |                            |                            |                            |                            |                            |                            |                            |                            |                            |
| York | 1.109.909                  | 1.747,31                   |                            |                            |                            |                            |                            |                            |                            |                            |                            |                            |                            |                            |                            |                            |                            |                            |                            |
| Aurora, East Gwillimbury, Georgina, King, Markham, Newmarket, Richmond Hill, Vaughan, Whitchurch-Stouffville |                            |                            |                            |                            |                            |                            |                            |                            |                            |                            |                            |                            |                            |                            |                            |                            |                            |                            |                            |
| Total | 6.417.516                  | 7.107,63                   |                            |                            |                            |                            |                            |                            |                            |                            |                            |                            |                            |                            |                            |                            |                            |                            |                            |

## El Área Metropolitana Censal de Toronto
El área metropolitana censal de Toronto (CMA), es un región establecida por Statistics Canada para realizar estadísticas y censos. Comprende un total de 21 municipalidades: la Ciudad de Toronto; 1 municipalidad del Condado de Dufferin (Orangeville); 3 municipalidades de la municipalidad regional de Durham (Ajax, Pickering y Uxbridge); 3 municipalidades de la Municipalidad Regional de Halton (Halton Hills, Milton y Oakville); las 3 municipalidades de la Municipalidad Regional de Peel (Brampton, Caledon y Mississauga); 2 municipalidades del Condado de Simcoe (Bradford West Gwillimbury y New Tecumseth); y las 9 municipalidades de la Municipalidad Regional de York (Aurora, East Gwillimbury, Georgina, King, Markham, Newmarket, Richmond Hill, Vaughan y Whitchurch-Stouffville). Según los datos del censo 2006, la misma posee 5.105.725 habitantes en un área de 5.611,44 km².

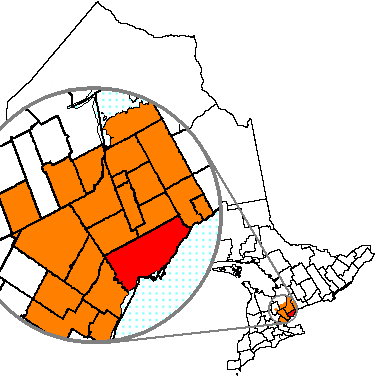
Mapa del Área Metropolitana Censal de Toronto.

| Área del Gran Toronto (GTA)                                                                                  | Área del Gran Toronto (GTA) | Área del Gran Toronto (GTA) | Área del Gran Toronto (GTA) | Área del Gran Toronto (GTA) | Área del Gran Toronto (GTA) | Área del Gran Toronto (GTA) | Área del Gran Toronto (GTA) | Área del Gran Toronto (GTA) | Área del Gran Toronto (GTA) | Área del Gran Toronto (GTA) | Área del Gran Toronto (GTA) | Área del Gran Toronto (GTA) | Área del Gran Toronto (GTA) | Área del Gran Toronto (GTA) | Área del Gran Toronto (GTA) | Área del Gran Toronto (GTA) | Área del Gran Toronto (GTA) | Área del Gran Toronto (GTA) | Área del Gran Toronto (GTA) |
| Municipalidad Regional Municipalidad                                                                         | Población Censo 2006        | Superficie (km²)            |                             |                             |                             |                             |                             |                             |                             |                             |                             |                             |                             |                             |                             |                             |                             |                             |                             |
| --- | --------------------------- | --------------------------- | --------------------------- | --------------------------- | --------------------------- | --------------------------- | --------------------------- | --------------------------- | --------------------------- | --------------------------- | --------------------------- | --------------------------- | --------------------------- | --------------------------- | --------------------------- | --------------------------- | --------------------------- | --------------------------- | --------------------------- |
| Ciudad de Toronto                                                                                            | 2.503.281                   | 630,18                      |                             |                             |                             |                             |                             |                             |                             |                             |                             |                             |                             |                             |                             |                             |                             |                             |                             |
| Dufferin | 26.925                      | 15,57                       |                             |                             |                             |                             |                             |                             |                             |                             |                             |                             |                             |                             |                             |                             |                             |                             |                             |
| Orangeville                                                                                                  |                             |                             |                             |                             |                             |                             |                             |                             |                             |                             |                             |                             |                             |                             |                             |                             |                             |                             |                             |
| Durham | 197.174                     | 719,33                      |                             |                             |                             |                             |                             |                             |                             |                             |                             |                             |                             |                             |                             |                             |                             |                             |                             |
| Ajax, Pickering, Uxbridge                                                                                    |                             |                             |                             |                             |                             |                             |                             |                             |                             |                             |                             |                             |                             |                             |                             |                             |                             |                             |                             |
| Halton | 274.841                     | 781,43                      |                             |                             |                             |                             |                             |                             |                             |                             |                             |                             |                             |                             |                             |                             |                             |                             |                             |
| Halton Hills, Milton, Oakville                                                                               |                             |                             |                             |                             |                             |                             |                             |                             |                             |                             |                             |                             |                             |                             |                             |                             |                             |                             |                             |
| Peel | 1.159.405                   | 1.242,41                    |                             |                             |                             |                             |                             |                             |                             |                             |                             |                             |                             |                             |                             |                             |                             |                             |                             |
| Brampton, Caledon, Mississauga                                                                               |                             |                             |                             |                             |                             |                             |                             |                             |                             |                             |                             |                             |                             |                             |                             |                             |                             |                             |                             |
| Simcoe | 51.740                      | 475,21                      |                             |                             |                             |                             |                             |                             |                             |                             |                             |                             |                             |                             |                             |                             |                             |                             |                             |
| Bradford West Gwillimbury, New Tecumseth                                                                     |                             |                             |                             |                             |                             |                             |                             |                             |                             |                             |                             |                             |                             |                             |                             |                             |                             |                             |                             |
| York | 892.359                     | 1.747,31                    |                             |                             |                             |                             |                             |                             |                             |                             |                             |                             |                             |                             |                             |                             |                             |                             |                             |
| Aurora, East Gwillimbury, Georgina, King, Markham, Newmarket, Richmond Hill, Vaughan, Whitchurch-Stouffville |                             |                             |                             |                             |                             |                             |                             |                             |                             |                             |                             |                             |                             |                             |                             |                             |                             |                             |                             |
| Total | 5.105.725                   | 5.611,44                    |                             |                             |                             |                             |                             |                             |                             |                             |                             |                             |                             |                             |                             |                             |                             |                             |                             |

## El Área del Gran Toronto-Hamilton (GTAH)

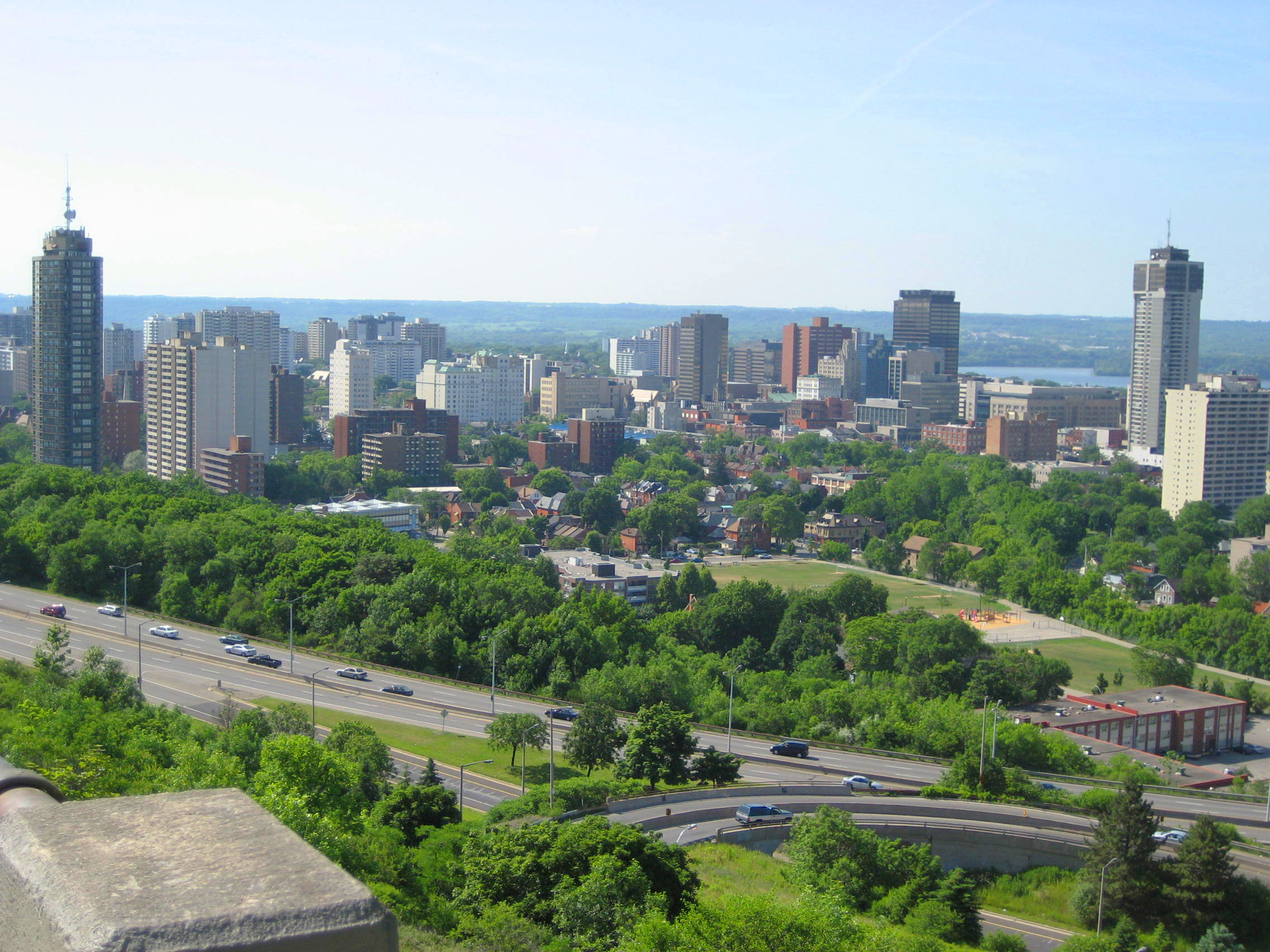
Panorámica de la ciudad de Hamilton, al sudoeste de Toronto.

Es el área metropolitana no oficial formada por el Área del Gran Toronto y el área metropolitana censal de Hamilton (CMA), que abarca las municipalidades de Hamilton y Burlington (esta última también incluida en el Área del Gran Toronto), ya que existe una continuidad urbana entre ambas a lo largo de la costa del lago Ontario. Según los datos del censo 2016, la misma posee 6.954.433 habitantes en un área de 8.224,84 km². A partir de finales de los años 2000s, el término "Área del Gran Toronto y Hamilton" comienza a ser mencionado por varios organismos públicos de la provincia de Ontario, como Metrolinx, el Ministerio de Energía e Infraestructura de Ontario y la Municipalidad Regional de Halton.